# Bomolocha tossalis
Bomolocha tossalis är en fjärilsart som beskrevs av William Schaus 1904. Bomolocha tossalis ingår i släktet Bomolocha och familjen nattflyn. Inga underarter finns listade i Catalogue of Life.